# Gennes-Longuefuye
Gennes-Longuefuye is een fusiegemeente (commune nouvelle) in het Franse departement Mayenne (regio Pays de la Loire). De plaats maakt deel uit van het arrondissement Château-Gontier. Gennes-Longuefuye is op 1 januari 2019 ontstaan door de fusie van de gemeenten Gennes-sur-Glaize en Longuefuye. De gemeente telde 1.351 inwoners op 1 januari 2022.

## Geografie
De oppervlakte van Gennes-Longuefuye bedroeg op 1 januari 2022 40,29 vierkante kilometer; de bevolkingsdichtheid was toen 33,5 inwoners per km².